# Esametilene diisocianato
L'esametilene diisocianato è un composto chimico organico appartenente alla classe degli isocianati. In particolare, si tratta di un isocianato alifatico. Viene prodotto in quantità relativamente ridotte, e costituisce, insieme al diisocianato di isoforone, il 3,4% del mercato mondiale degli isocianati (dato relativo all'anno 2000). Questo composto, come altri isocianati alifatici, viene utilizzato in applicazioni particolari, come rivestimenti smaltati resistenti all'abrasione e alla degradazione da radiazione ultravioletta. Simili proprietà di resistenza favoriscono l'utilizzo di questo composto in vernici esterne per strutture aeronautiche.

## Sintesi
L'esametilene diisocianato viene sintetizzato in due fasi:
1. Fosgenazione: reazione dell'esametilendiammina con il fosgene, che porta all'ottenimento di esametilene diisocianato grezzo;
2. Distillazione: estrazione di esametilene diisocianato puro dal composto grezzo precedentemente ottenuto.

## Proprietà chimiche
La molecola dell'esametilene diisocianato è simmetrica e possiede due gruppi isocianato di eguale reattività.